# 傑佛遜鎮區 (密歇根州希爾斯代爾縣)
傑佛遜鎮區（英語：Jefferson Township）是位於美國密歇根州希爾斯代爾縣的一個行政鎮區。

## 地方資料
傑佛遜鎮區的面積為93.50平方千米，當中陸地面積為91.92平方千米，而水域面積為1.58平方千米。根據2020年美國人口普查的數據，當地共有人口3016人，而人口密度為每平方千米32.26人。